# さくらんぼねむり姫
『さくらんぼねむり姫』（さくらんぼねむりひめ）は、片岡みちるによる日本の漫画作品。『なかよし』（講談社）にて1994年5月号から1995年3月号まで連載された。全11話。単行本は同社の講談社コミックスなかよしより全1巻が刊行された。

## 書誌情報
- 片岡みちる 『さくらんぼねむり姫』 講談社〈講談社コミックスなかよし〉、1995年5月6日第1刷発行、ISBN 4-06-178805-1